# Den unge dame og bøllen
Den unge dame og bøllen (russisk: Барышня и хулиган) er en russisk film fra 1918 af Vladimir Majakovskij og Jevgenij Slavinskij.

## Medvirkende
- Vladimir Majakovskij — Lava
- Aleksandra Rebikova
- Fjodor Dunaev
- Jan Nevinskij